# Gem Lake, Minnesota
Gem Lake là một thành phố thuộc quận Ramsey, tiểu bang Minnesota, Hoa Kỳ. Năm 2010, dân số của thành phố này là 393 người.

## Dân số
- Dân số năm 2000: 419 người.
- Dân số năm 2010: 393 người.